# Toni Korkeakunnas
Toni Korkeakunnas (Helsinki, 15 maggio 1968) è un allenatore di calcio ed ex calciatore finlandese, di ruolo centrocampista.

## Palmarès

### Allenatore

#### Competizioni nazionali
- Coppa di Lega finlandese: 1

Lahti: 2016